# Pęczek przedsionkowo-komorowy

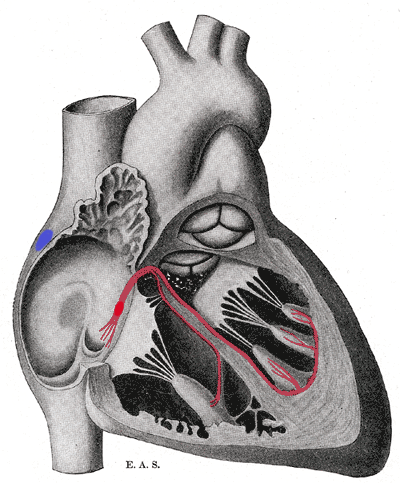
Schematyczny przekrój serca ludzkiego z uwidocznieniem elementów układu bodźcotwórczo-przewodzącego serca. Pęczek przedsionkowo-komorowy i jego rozgałęzienia zaznaczone na czerwono. Na niebiesko węzeł zatokowo-przedsionkowy.

Schemat przewodzenia i rozchodzenia się bodźców w sercu oraz jednoczasowy zapis EKG.

Pęczek przedsionkowo-komorowy, pęczek Hisa, pęczek Paladina, pęczek Paladino-Hisa (łac. fasciculus atrioventricularis, fasciculus Paladino-Hisi; ang. bundle of His (BH), atrioventricular (AV) bundle) – element układu bodźcoprzewodzącego w obrębie serca, leżący dystalnie od węzła przedsionkowo-komorowego. Przebija przegrodę międzykomorową w tylnej części i na wysokości grzebienia części mięśniowej dzieli się na dwie odnogi – prawą i lewą (odnogi Tawary). Odnogi te na wysokości koniuszka serca przechodzą we włókna Purkiniego.
Pęczek przedsionkowo-komorowy przewodzi impuls z węzła przedsionkowo-komorowego do przegrody międzykomorowej i dalej poprzez swoje odnogi do mięśnia prawej i lewej komory.
Szybkość przewodzenia w pęczku przedsionkowo-komorowym wynosi ok. 4 m/s.
Strukturę tę opisał jako pierwszy szwajcarski kardiolog i anatom Wilhelm His młodszy. Nazwy eponimiczne, oprócz niego, upamiętniają także włoskiego fizjologa Giovanniego Paladina.